# Conte Beatty
Conte Beatty è un titolo nobiliare inglese nella Parìa del Regno Unito.

## Storia

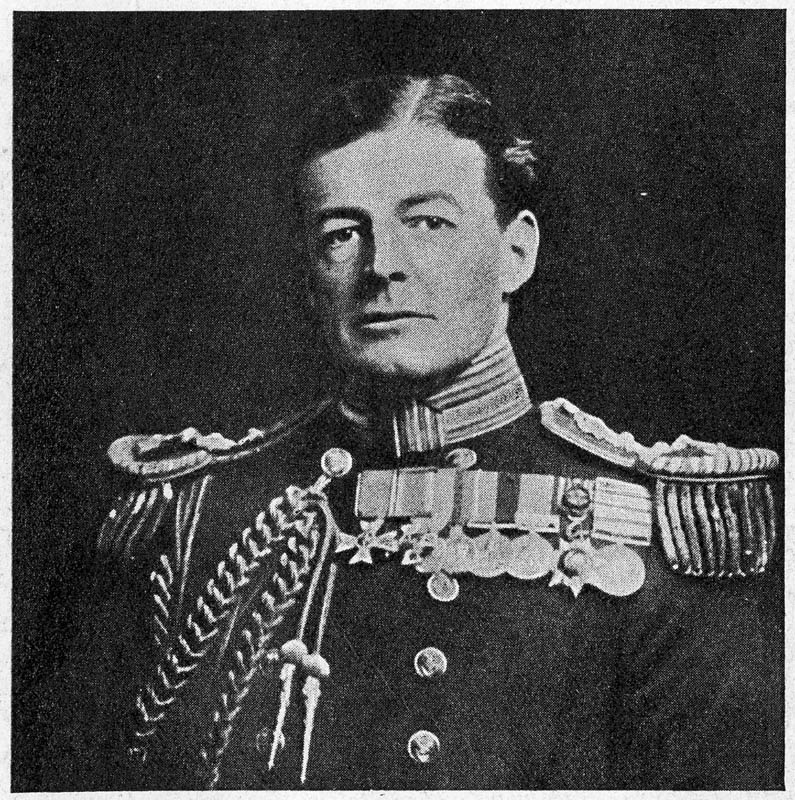
David Beatty, I conte Beatty

Il titolo venne creato nel 1919 per il comandante militare Ammiraglio della Flotta David Beatty il quale già era stato creato Barone Beatty, del Mare del Nord e di Brooksby nella contea di Leicester, nonché Visconte Borodale, di Wexford nella contea di Wexford, quando ricevette la contea, sempre nella parìa del Regno Unito. Lord Beatty venne succeduto dal figlio primogenito, il II conte, che fu parlamentare per la costituente di Peckham nelle file dei conservatori dal 1931 al 1936 e prestò servizio per breve tempo come Sottosegretario di Stato per l'Aria nel governo capeggiato da Winston Churchill nel 1945. Attualmente i titoli sono passati al figlio primogenito di quest'ultimo, il III conte, succeduto al padre nel 1972.

## Conti Beatty (1919)
- David Richard Beatty, I conte Beatty (1871–1936)
- David Field Beatty, II conte Beatty (1905–1972)
- David Beatty, III conte Beatty (n. 1946)

L'erede apparente è il figlio dell'attuale detentore del titolo, Sean David Beatty, visconte Borodale (n. 1973), noto artista, poeta e documentarista.